# イルミネーションジャンプステークス
イルミネーションジャンプステークスとは日本中央競馬会（JRA）が中山競馬場の障害芝3570メートルで施行する競馬の競走である。競走名はイルミネーションから取られたもので、例年12月に同競馬場で夜間に行われるクリスマスイルミネーションのイベントにちなんでいる。

## 概要
1999年に障害競走改革の一環でオープン特別競走として創設。重賞ではないオープン特別ではあるが、同じ中山競馬場で施行される中山大障害の重要な前哨戦に位置付けられている。2001年から2010年までの10年間にのべ63頭が本競走を経て中山大障害に出走した。
初年度は中山大障害まで中1週しかなく、優勝馬のサンライトストームは中山大障害に出走しなかった。2000年からは中山大障害が有馬記念の前日に移動したことにより中2週の間隔となっている。2014年は中山大障害自体が、これまでより1週早めた開催となったため、中1週しかない状態であった。

## 歴史
競走距離は1999年のみ3200メートルで施行されたが2000年から2007年までは3350メートル（2002年のみ3370メートル）に、そして2008年からは3570メートルに延長され、また同時に出走可能頭数が14頭から16頭に変更され現在に至る。但し、2014年のみ3210メートルに短縮され、また同時に出走可能頭数が16頭から14頭に変更されている。

### 歴代優勝馬
馬齢は2001年以降の表記に統一する。
| 施行日         | 競馬場 | 距離    | 条件     | 優勝馬             | 性齢 | タイム | 騎手       | 管理調教師 |
| -------------- | ------ | ------- | -------- | ------------------ | ---- | ------ | ---------- | ---------- |
| 1999年12月04日 | 中山   | 芝3200m | オープン | サンライトストーム | 騸6  | 3:35.5 | 田口大二郎 | 土田稔     |
| 2000年12月02日 | 中山   | 芝3350m | オープン | ヤスノテイオー     | 牡5  | 3:46.5 | 植野貴也   | 土門一美   |
| 2001年12月01日 | 中山   | 芝3350m | オープン | ヒカルボシ         | 騸5  | 3:43.9 | 田中剛     | 森安弘昭   |
| 2002年11月30日 | 中山   | 芝3370m | オープン | ギルデッドエージ   | 牡5  | 3:45.4 | R.ロケット | 松元茂樹   |
| 2003年12月06日 | 中山   | 芝3350m | オープン | メジロライデン     | 騸7  | 3:47.5 | 嘉堂信雄   | 大久保正陽 |
| 2004年12月04日 | 中山   | 芝3350m | オープン | メジロオーモンド   | 牡6  | 3:40.8 | 林満明     | 音無秀孝   |
| 2005年12月03日 | 中山   | 芝3350m | オープン | メジロオーモンド   | 牡7  | 3:42.7 | 林満明     | 音無秀孝   |
| 2006年12月02日 | 中山   | 芝3350m | オープン | クールジョイ       | 牡8  | 3:46.6 | 金折知則   | 松元茂樹   |
| 2007年12月01日 | 中山   | 芝3350m | オープン | メジロベイシンガー | 牝6  | 3:45.9 | 山本康志   | 大久保洋吉 |
| 2008年12月06日 | 中山   | 芝3570m | オープン | マルカラスカル     | 牡6  | 4:00.6 | 西谷誠     | 増本豊     |
| 2009年12月05日 | 中山   | 芝3570m | オープン | ムーンレスナイト   | 騸5  | 3:59.6 | 五十嵐雄祐 | 藤沢和雄   |
| 2010年12月04日 | 中山   | 芝3570m | オープン | ランヘランバ       | 牡7  | 3:58.9 | 五十嵐雄祐 | 藤沢則雄   |
| 2011年12月03日 | 中山   | 芝3570m | オープン | ディアマジェスティ | 牡5  | 4:10.0 | 高田潤     | 昆貢       |
| 2012年12月01日 | 中山   | 芝3570m | オープン | マジェスティバイオ | 牡5  | 4:02.7 | 山本康志   | 田中剛     |
| 2013年11月30日 | 中山   | 芝3570m | オープン | メイショウブシドウ | 牡4  | 4:06.0 | 高田潤     | 角居勝彦   |
| 2014年12月06日 | 中山   | 芝3210m | オープン | レッドキングダム   | 牡5  | 3:35.7 | 西谷誠     | 松永幹夫   |
| 2015年12月05日 | 中山   | 芝3570m | オープン | サナシオン         | 牡6  | 3:58.2 | 西谷誠     | 松永幹夫   |
| 2016年12月03日 | 中山   | 芝3570m | オープン | タイセイドリーム   | 牡6  | 4:08.0 | 平沢健治   | 矢作芳人   |
| 2017年12月02日 | 中山   | 芝3570m | オープン | マイネルプロンプト | 騸5  | 3:59.4 | 森一馬     | 坂口正則   |
| 2018年12月01日 | 中山   | 芝3570m | オープン | ミヤジタイガ       | 牡8  | 3:58.3 | 高田潤     | 武幸四郎   |
| 2019年11月30日 | 中山   | 芝3570m | オープン | コスモロブロイ     | 牡4  | 4:00.3 | 草野太郎   | 伊藤伸一   |
| 2020年12月05日 | 中山   | 芝3570m | オープン | エンシュラウド     | 騸4  | 4:03.6 | 五十嵐雄祐 | 藤沢和雄   |
| 2021年12月04日 | 中山   | 芝3570m | オープン | レオビヨンド       | 牡5  | 4:02.0 | 平沢健治   | 高柳大輔   |
| 2022年12月03日 | 中山   | 芝3570m | オープン | ミッキーメテオ     | 牡5  | 4:00.1 | 五十嵐雄祐 | 西田雄一郎 |
| 2023年12月02日 | 中山   | 芝3570m | オープン | ロックユー         | 騸5  | 3:57.9 | 西谷誠     | 中内田充正 |
| 2024年11月30日 | 中山   | 芝3570m | オープン | アサクサゲンキ     | 騸9  | 4:02.7 | 小牧加矢太 | 音無秀孝   |